# One I Love
One I Love (en español La única que amo) es una canción de la banda de rock alternativo Coldplay, perteneciente al álbum Live 2003, grabado en el Horden Pavilion en Sídney, los días 21 y 22 de julio de 2003.
Fue escrita por los integrantes de la banda, y se incluye, además del "Live 2003", en los sencillos de In My Place y en los álbumes no oficiales de Coldplay: A Rush of B-Sides to Your Head y Castles.
Fue lanzada como un sencillo promocional del disco en directo "Live 2003". Existen limitadas copias del disco lanzadas para radiodifusoras de Australia.

## Listado de canciones
| CD Promocional Australia |                     |          |  |
| N.º                      | Título              | Duración |  |
| 1.                       | «One I Love» (Live) | 4:55     |  |